# Silverstoneia
Silverstoneia ist eine Gattung der Baumsteigerfrösche (Dendrobatidae). Sie besteht aus drei bekannten Arten, die im südlichen Mittelamerika anzutreffen sind. Weitere Arten befinden sich aktuell in der Validierung, wurden allerdings noch nicht beschrieben. Benannt ist die Gattung nach Phillip A. Silverstone, einem bekannten Forscher auf dem Gebiet der Baumsteigerfrösche.

## Merkmale
Die Gattung Silverstoneia wurde auf der Basis von morphologischen und molekularbiologischen Merkmalen beschrieben. Dabei sind vor allem auffällige Merkmale der Larvenmorphologie charakteristisch. Die Larven besitzen ein schirmartig verbreitertes (umbelliformes) Mundfeld, das zur Rückenseite umstülpbar ist. Mit diesem Körperbau sind sie für die Nahrungsaufnahme von der Wasseroberfläche angepasst. Außerdem fehlen die bei anderen Baumsteigerfröschen vorhandenen unteren Keratinzähne, und am Saum des Mundfeldes sind Hautlamellen ausgebildet.
Die sehr kleinen ausgewachsenen Tiere zeichnen sich durch eine vergleichsweise einheitliche, kryptische Färbung aus, bei der ein vollständiger Ventrolateralstreifen, ein heller Lateralstreifen und außer bei Silverstoneia flotator kein Dorsolateralstreifen vorhanden ist. Die Hautgifte fehlen den Tieren und der dritte Finger der Hand ist geschwollen.

## Verbreitung
Die drei Arten der Gattung sind von Costa Rica bis nach Kolumbien im südlichen Valle de Cauca verbreitet. In Südamerika östlich der Anden kommt die Gattung nicht vor. Als Lebensraum bewohnen die Tiere die Laubschicht in Regenwäldern des Tieflandes unterhalb von 1600 Metern Höhe.

## Lebensweise
Alle Arten sind tagaktiv und ernähren sich von kleinen Insekten. Für die Fortpflanzung sind sie auf kleine Bäche und Rinnsale angewiesen, von denen sie sich allerdings außerhalb der Paarungszeit entfernen.

## Systematik
Die Gattung Silverstoneia wurde 2006 von Grant et al. im Rahmen einer umfassenden Revision der Baumsteigerfrösche eingeführt. Als Typusart der Gattung wird S. nubicola betrachtet. Alle Arten gehörten vorher der Gattung Colostethus an und wurden als eigenes Taxon ausgegliedert. Als Schwestertaxon wird Epipedobates betrachtet und gemeinsam mit den Gattungen Colostethus und Ameerega werden sie der Unterfamilie Colostethinae innerhalb der Baumsteigerfrösche zugeordnet.

## Arten
Stand: 23. Oktober 2017
Die Gattung enthielt nach ihrer Errichtung drei Arten, wobei einige zu S. flotator zugeordnete Populationen in Panama und Costa Rica deutliche Unterschiede zur Nominatform aufwiesen und Untersuchungen durchgeführt wurden, ob sie eventuell eigene Arten darstellten.
- Silverstoneia flotator (Dunn, 1931)
- Silverstoneia erasmios (Rivero & Serna, 2000)
- Silverstoneia nubicola (Dunn, 1924)

Im Jahr 2013 wurden, wie schon 2006 von Taran S. Grant angekündigt, fünf weitere Arten beschrieben:
- Silverstoneia dalyi Grant & Myers, 2013
- Silverstoneia gutturalis Grant & Myers, 2013
- Silverstoneia minima Grant & Myers, 2013
- Silverstoneia minutissima Grant & Myers, 2013
- Silverstoneia punctiventris Grant & Myers, 2013

## Belege